# Fritz Kobold

Fritz Kobold (1955)

Fritz Kobold (* 12. August 1905 in Zürich; † 20. April 1985 in Mammern; heimatberechtigt in Zürich und Bremgarten bei Bern) war ein Schweizer Geodät, Topograf und Hochschullehrer.

## Leben
Fritz Kobold war der Sohn von Johann Friedrich, Inhaber einer Buchdruckerei, und Marie, geborene Lüdi. 1943 heiratete er seine erste Ehefrau Elise Jrion von Winterthur und 1970 seine zweite Ehefrau Yvonne Schwab, Tochter des Fritz, von Thunstetten.
Er war von 1947 bis 1974 Professor der Geodäsie und Topografie an der ETH Zürich. Kobold wirkte leitend an der Beschaffung von Vermessungsgrundlagen- und Absteckungsarbeiten für den Gotthardbasis- beziehungsweise -strassentunnel mit.
Von 1941 bis 1961 war er Generalstabsoffizier, Chef des militärischen Kartenwesens und 1953 Oberstleutnant. 1956 wurde ihm die Ehrendoktorwürde (Dr. h. c.) der Technischen Hochschule München verliehen.

## Werdegang
Im Jahre 1928 erlangte Kobold das Diplom in Bauingenieurwissenschaften an der ETH Zürich und arbeitete von 1929 bis 1931 als Assistent am geodätischen Institut der ETH Zürich. Von 1932 bis 1947 war er als Ingenieur an der Eidgenössischen Landestopografie in Bern und anschliessend als Professor an der ETH Zürich tätig. Zwischen 1959 und 1974 war er zudem Chefredaktor der Schweizerischen Zeitschrift für Vermessung, Photogrammetrie und Kulturtechnik und von 1958 bis 1972 Präsident der Schweizerischen Geodätischen Kommission sowie Präsident der internationalen Kommission für die Neuausgleichung der europäischen Hauptnetztriangulationen.